# José Castro Veiga
José Castro Veiga (Corgo, Lugo, 11 de febrero de 1915-San Fiz de Asma, Chantada, 10 de marzo de 1965), conocido como El Piloto, fue el último guerrillero de la lucha antifranquista del maquis en Galicia, fallecido en un enfrentamiento con la Guardia Civil cerca de la presa de Belesar.

## Biografía
Durante la guerra civil española, Castro Veiga combatió en defensa de la Segunda República. Fue capturado en Madrid al final de la guerra y condenado a 30 años de prisión por sus actividades republicanas. Sin embargo, fue indultado en 1943 tras cumplir apenas cuatro años de condena. Al salir en libertad, trabajó en un hospital. En 1945, decidió regresar a Galicia, donde continuó su actividad política como militante del PCE.
En el verano de 1945, ya en Galicia, se unió a la resistencia armada en la clandestinidad y formó su propia unidad guerrillera junto a José Arias Cristo, integrada en su mayoría por desertores del ejército y la marina. Para 1946, la partida de Castro Veiga operaba en una extensa zona que abarcaba desde Castroverde, Corgo y Sobrado hasta Asturias y León, especialmente en la comarca de los Ancares (Piedrafita del Cebrero, Paradela, Vila de Frades, Becerreá, Toldaos, Los Nogales, San Román de Cervantes, Noceda y Navia de Suarna). En esta región colaboró con la partida de Antonio Crespo de Fuenteoliva.
A raíz de la detención de numerosos militantes de grupos guerrilleros en Lugo en 1946, Castro Veiga trasladó su área de acción hacia el sur de la provincia, extendiéndose a las zonas de Monforte de Lemos, Quiroga, y el río Sil, y realizando incursiones en el norte de la provincia de Orense.
El 27 de mayo de 1954, en un enfrentamiento en la zona de Paradela-Castro de Rey (al norte de Monforte de Lemos), su partida sufrió numerosas bajas, obligándolo a reducir su actividad hasta 1955-1956. Durante estos años, ocasionalmente realizó asaltos para obtener recursos. Uno de los últimos incidentes registrados fue el atraco a un vecino de Saviñao, del que sustrajo quince mil pesetas, justificándolo como una "multa impuesta por el Gobierno legítimo de la República".
Castro Veiga reapareció en 1964 en la misma zona, pero fue reconocido y denunciado por un antiguo compañero de servicio militar en Saviñao. El 10 de marzo de 1965, fue sorprendido por la Guardia Civil que lo reconocieron cerca de la presa de Belesar, en las proximidades de Chantada, Lugo. Se encontraba sentado almorzando y los agentes le dispararon directamente, provocándole la muerte por herida de arma de fuego. No tuvo juicio previo ni declaración ante la Benemérita y el Juzgado Togado Militar.
Veinte años después de su muerte, la izquierda gallega intentó rendirle homenaje, invitando a los líderes comunistas Gerardo Iglesias, Enrique Líster, Ignacio Gallego, y Santiago Carrillo. Sin embargo, ninguno de ellos asistió.